# Хоришки

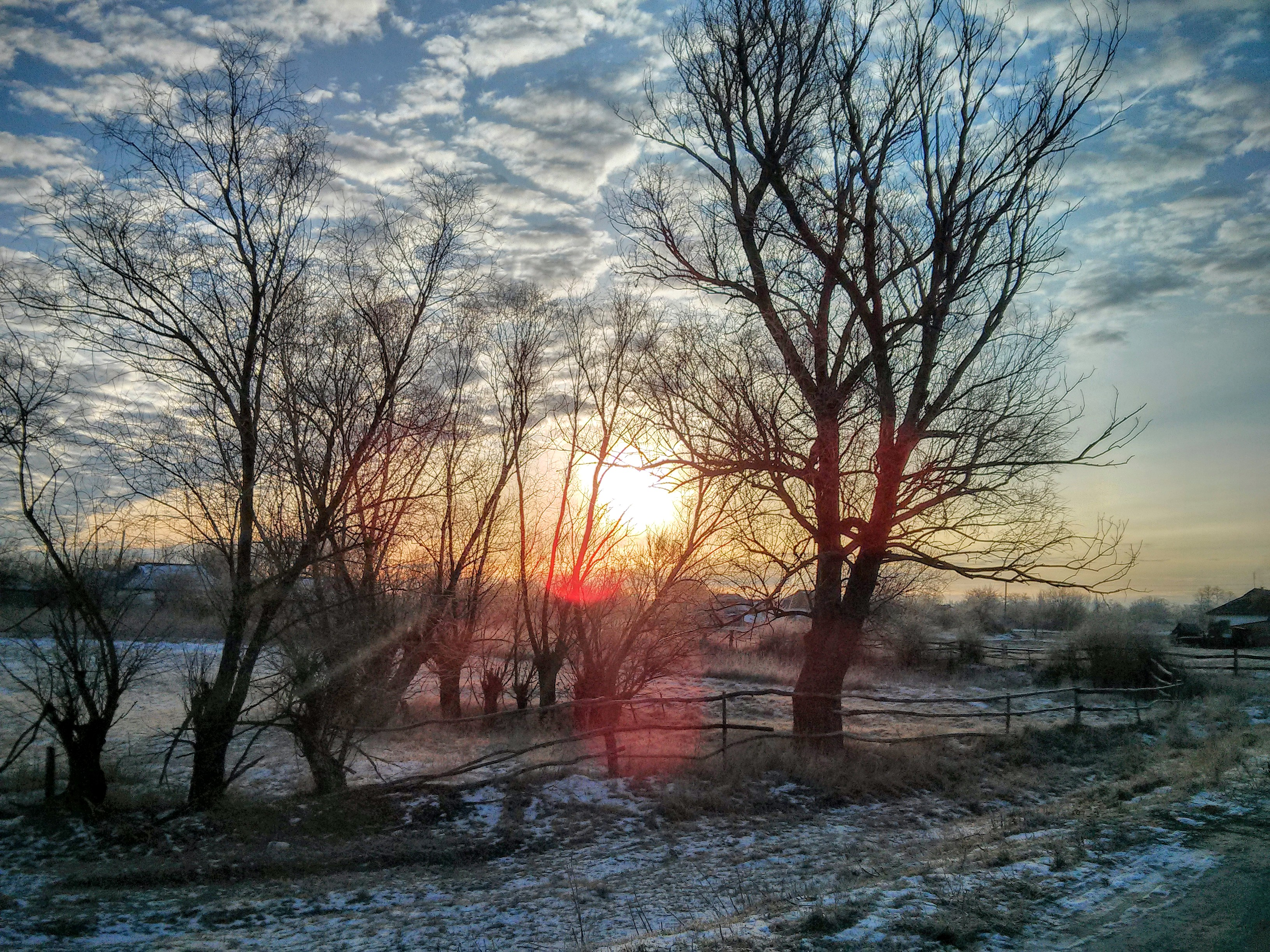
Зимнее утро в селе Хоришки

Хоришки́ (укр. Хорішки́) — село, Хоришковский сельский совет, Козельщинский район, Полтавская область, Украина.
Код КОАТУУ — 5322085001. Население по переписи 2001 года составляло 856 человек.
Является административным центром Хоришковского сельского совета, в который, кроме того, входят сёла Вольное, Загребелье, Костовка, Пашеновка, Юрки и Юрочки.

## Географическое положение
Село Хоришки находится на левом берегу реки Псёл, выше по течению на расстоянии в 3 км расположено село Загребелье, ниже по течению на расстоянии в 1,5 км расположено село Юрки, на противоположном берегу — село Прилипка. Река в этом месте извилистая, образует лиманы, старицы и заболоченные озёра.

## История
- 1600 — первое упоминание.

## Экономика
- ООО Агрофирма «Добробут»

## Объекты социальной сферы
- Школа.
- Больница.
- Библиотека.
- Аптека.

## Известные люди
- Гончар Александр Терентьевич (1918—1995) — украинский советский писатель, публицист и общественный деятель, учился в селе Хоришки.
- Скаба, Андрей Данилович — украинский советский историк, профессор, академик Академии наук Украинской ССР.
- Антонин (Грановский), епископ — после революции один из руководителей «обновленческого» раскола в сане митрополита.